# Vitpannad maki
Vitpannad maki (Eulemur albifrons) är en primat i familjen lemurer som förekommer på nordöstra Madagaskar.

## Utseende
Med en kroppslängd (huvud och bål) av 39 till 42 cm, en svanslängd av 50 till 54 cm och en vikt mellan 2,0 och 2,6 kg är arten en medelstor lemur. Pälsens färg på ovansidan är mörkbrun och buken har en ljusare färg. Påfallande är hannens huvud. Det svarta ansiktet begränsas av ett vitt skägg och vita hår på pannan. Hos honor är ansiktet mörkgrå. Den långa yviga svansen används för att hålla balansen.
Ögonens regnbågshinna är allmänt orange med vissa variationer (till exempel mer gulaktig).

## Utbredning och habitat
Arten lever på nordöstra Madagaskar mellan floden Bemarivo och regionen Mananara samt på halvön Masoala. Vitpannad maki introducerades av människan på ön Nosy Mangabe nära Madagaskar. Habitatet utgörs av regnskogar i låglandet och i bergstrakter upp till 1 670 meter över havet.

## Ekologi
Individerna kan vara aktiva på dagen och på natten. De bildar flockar med 3 till 12 medlemmar (oftast 5 till 7) och upprättar en hierarki inom gruppen. Födan utgörs av olika växtdelar som frukter, blad och bark samt av småkryp som insekter och mångfotingar. Arten äter även frön, bark, svampar, örtstjälkar och nektar.
Grenar av träd som växer i reviret markeras med sekret från analkörtlarna. Hanar markerar även med körtelvätska från huvudet. Dessutom markerar hanar den utvalda honan med sekret. Ett alarmskrik påminner om hundarnas gläfsande och samtidig viftar individen med svansen. Ett läte när två exemplar får kontakt liknar grisens grymtande. För att stärka det sociala bandet har vitpannad maki ett läte som liknar ett långdraget M. Upphetsade exemplar framkallar en skrovlig melodi som avslutas med ett högt skrik. Flockens medlemmar sover tät intill varandra vid en förgrening som vanligen ligger 10 till 15 meter över marken.
Vitpannad maki parar sig vanligen i juni och i september eller oktober föds oftast ett enda ungdjur. Livslängden går upp till 30 år. Efter parningen är honor ofta aggressiva mot hanar så att de slår hanen på huvudet.

## Status
Arten hotas av habitatförstörelse genom svedjebruk. Den jagas även för köttets skull med gevär eller fällor. IUCN listar vitpannad maki som sårbar (VU).